# Александровский сельский совет (Богодуховский район)
Александровский сельский совет — входит в состав Богодуховского района Харьковской области Украины.
Административный центр сельского совета находится в селе Александровка
.

## История
- 1919 — дата образования.

## Населённые пункты совета
- село Александровка

### Ликвидированные населённые пункты
- село Сахны